# Ваигаш
Недельная глава «Ваигаш» (Вайигаш (др.-евр. ויגש‬ — «И подступил») — одиннадцатая по счету из 54 недельных глав — отрывков, на которые разбит текст Пятикнижия (Хумаша). Расположена в первой книге «Брейшит». Название, как и все главы, получила по первым значимым словам текста (ва-игаш Йеуда — «И подошел к нему Йеуда…»). В состав главы входят стихи (ивр., мн. ч. — псуким) с 44:18 по 47:27.

## Краткое содержание главы
Йеуда подступает к Йосефу, умоляя его освободить Биньямина, и предлагает, чтобы правитель Египта взял его себе рабом вместо Биньямина. Убедившись в преданности братьев друг другу, Йосеф раскрывает себя братьям. «Я — Йосеф!» — провозглашает он. — «Жив ли ещё мой отец?»
Братья охвачены стыдом и раскаянием, но Йосеф утешает их, говоря, что на самом деле не по их воле он оказался в Египте, но Всевышний послал его туда для будущего спасения семьи от голода (о Йосефе и его братьях рассказано в стихах 44:18-45:20).
Братья возвращаются к отцу в Землю Кнаан с радостной вестью. Яаков прибывает в Египет вместе с сыновьями и их семьями — семьдесят душ в общей сложности — и наконец воссоединяется с любимым сыном после 22 лет разлуки. По пути в Египет он получает обещание от Всевышнего: «Не бойся спуститься в Египет, ибо там Я сделаю тебя великим народом. Я спущусь с тобою в Египет и Я непременно подниму тебя оттуда вновь».
В течение голодных лет Йосеф собирает богатство Египта, продавая хлеб, собранный в годы изобилия.
Фараон дает Яакову для поселения плодородную землю Гошен, и его семья процветает в Египте (о спуске семьи Яакова в Египет рассказано в стихах 46:1-47:27).

## Дополнительные факты
Глава разделена на семь отрывков (на иврите — алиёт), которые прочитываются в каждый из дней недели, с тем, чтобы в течение недели прочесть всю главу
- В воскресенье читают псуким с 44:18 по 44:30
- В понедельник читают псуким с 44:31 по 45:7
- Во вторник читают псуким с 45:8 по 45:18
- В среду читают псуким с 45:19 по 45:27
- В четверг читают псуким с 45:28 по 46:27
- В пятницу читают псуким с 46:28 по 47:10
- В субботу читают псуким с 47:11 по 47:27

В понедельник и четверг во время утренней молитвы в синагогах публично читают отрывки из соответствующей недельной главы. Для главы «Ваигаш» это псуким с 44:18 до 44:30

## Гафтара
В субботу, после недельной главы читается дополнительный отрывок гафтара — отрывок из книги пророка Йехезкеля (псуким 37:15-28).